# Pere Anguera Magrinyà
|  | Aquest article tracta sobre el metge, polític i genealogista reusenc. Vegeu-ne altres significats a «Pere Anguera (desambiguació)». |

Pere Anguera Magrinyà (Reus, 20 de febrer de 1767 - 1834) va ser un metge català dedicat també a la política i a la genealogia.
D'ideologia liberal, va ser síndic procurador el 1810-1811 a l'ajuntament de Reus, alcalde des del gener a l'agost de 1814, quan va ser destituït pels absolutistes, i regidor del 1816 al 1818. Andreu de Bofarull, historiador reusenc, explica la gran rebuda que l'alcalde va organitzar a Reus amb motiu de l'arribada des de l'exili de Ferran VII, quan la ciutat va sortir a rebre'l amb gran alegria. El rei, que va entrar a Reus a les 4 de la tarda, anava acompanyat de José Miguel de Carvajal y Manrique, duc de San Carlos, i dels generals José de Palafox y Melzi i Francisco de Oliver-Copons y Méndez-Navia. El consistori va organitzar tres dies de festes populars, recollides en una publicació finançada per l'ajuntament: Sucinta relación de las demostraciones con que se esmeró la villa de Reus en obsequiar a su amado monarca Don Fernando VII y a su hermano y tio los serenisimos Infantes, Don Carlos y Don Antonio al tránsito que hicieron por ella en los dias 1, 2 y 3 del presente mes de abril ... publicada a Reus per Josep Rubió el 1814.
Des del 1809 es dedicà sistemàticament al buidatge dels llibres sacramentals i els manuals notarials de l'escrivania comuna des del segle xiii al XVII, que es trobaven a l'arxiu de l'església de sant Pere de Reus, amb la intenció de constituir les genealogies de les més importants famílies reusenques de l'època. La recerca l'acabà cap al 1828. El resultat del seu treball va ser enquadernat en cinc volums manuscrits que es conserven a l'Arxiu Històric Comarcal de Reus. A banda de les "fitxes" per família, va elaborar també arbres genealògics. Tenia com a col·laborador a Saldoni Vilà, arxiver municipal, que li feia d'escrivent.